# Nenad Đorđević
Nenad Đorđević (født 7. august 1979) er en serbisk tidligere fodboldspiller.

## Serbiens fodboldlandshold
| Serbiens landshold | Serbiens landshold | Serbiens landshold |
| År                 | Kmp                | Mål                |
| ------------------ | ------------------ | ------------------ |
| 2002               | 2                  | 0                  |
| 2003               | 6                  | 0                  |
| 2004               | 3                  | 0                  |
| 2005               | 3                  | 1                  |
| 2006               | 3                  | 0                  |
| Total              | 17                 | 1                  |